# Famille von Katte
La famille von Katte, également Katt, est une ancienne famille noble brandebourgeoise. Les seigneurs de Katte appartiennent à l'ancienne noblesse de l'Altmark. Des branches de la famille existent encore aujourd'hui.

## Histoire

### Origine
Dans la littérature plus ancienne, les origines bas-rhénanes de la famille sont suspectées. Des parents du roi Henri Ier seraient venus des Pays-Bas puis se seraient installés très tôt dans les archevêchés de Magdebourg et de Brême,.
La famille est mentionnée pour la première fois dans un document le 7 octobre 1221 avec Balduwinus Catus en tant que scabinus (échevin en latin) à Pennigsdorf près de Güsen. La lignée ininterrompue commence avec Heinrich Katt auf Wust, Zollchow et Redekin, qui apparaît dans des documents de 1380 à 1392.
La zone de peuplement d'origine de la famille se trouve dans la région d'Elb-Havel dans le Pays-de-Jerichow. La région est aussi appelée Kattewinkel. Les Kattes sont probablement de la même tribu que la famille von Lossow, qui ont des fiefs communs.

### Expansion et personnalités
Les premiers membres de la famille utilisent rarement le prédicat von devant leurs noms. Balthasar Katte est issu de la branche de Vieritz-Zollchow. Son fils issu de son mariage avec Ursula von Tresckow (de), Melchior Katte, devient administrateur de l'arrondissement de Jerichow et propriétaire des domaines Vieritz, Zollchow, Alten- et Neuenklitsche hérités de son père. Il se marie avec Ursula von Thümen de la branche de Blankensee. Son petit-fils Melchior Katte est chanoine et doyen de la principauté épiscopale d'Havelberg (de) et seigneur d'Altenklitsche, Bellin, Buschow et Bagow (de).

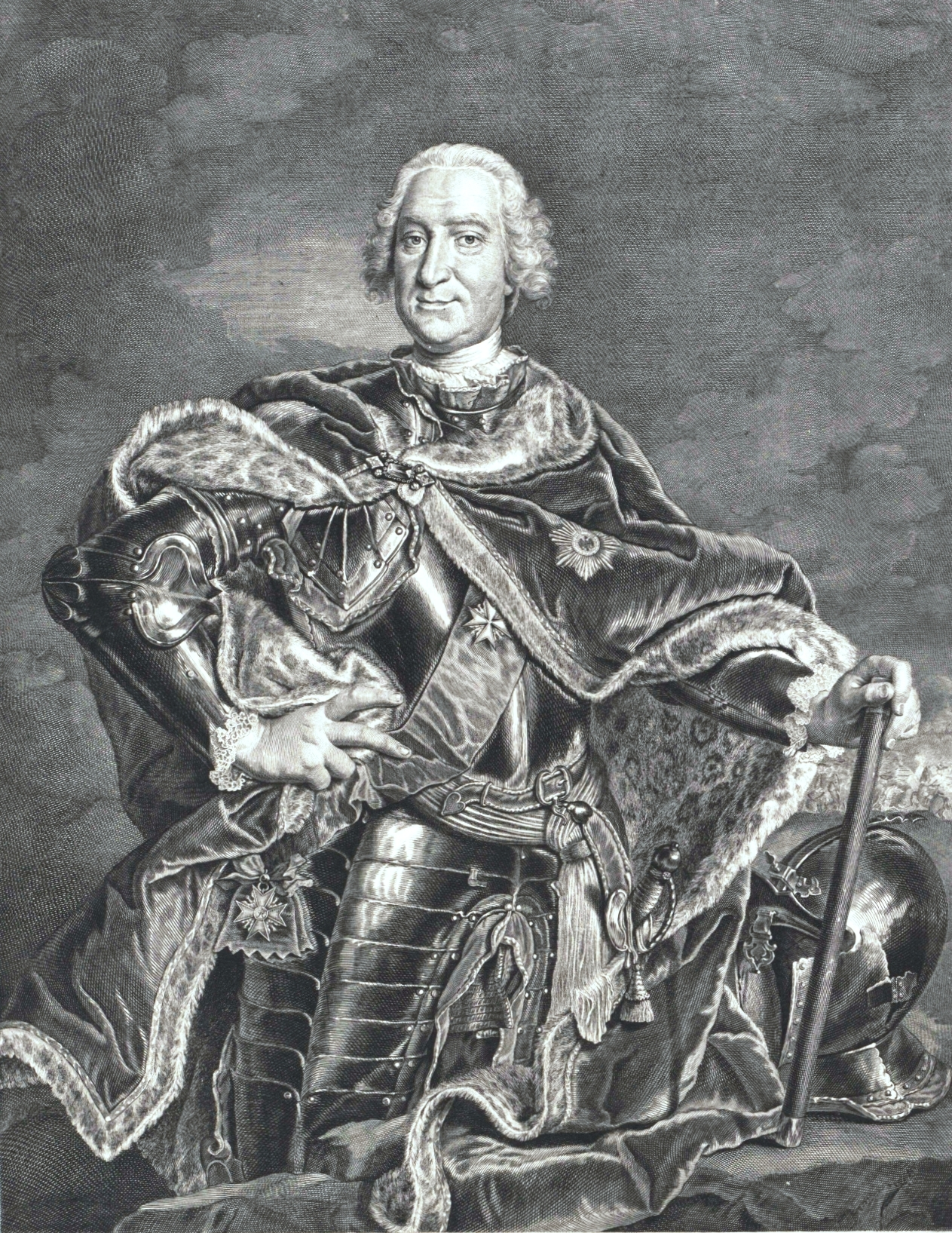
Hans Heinrich von Katte (1681-1741)

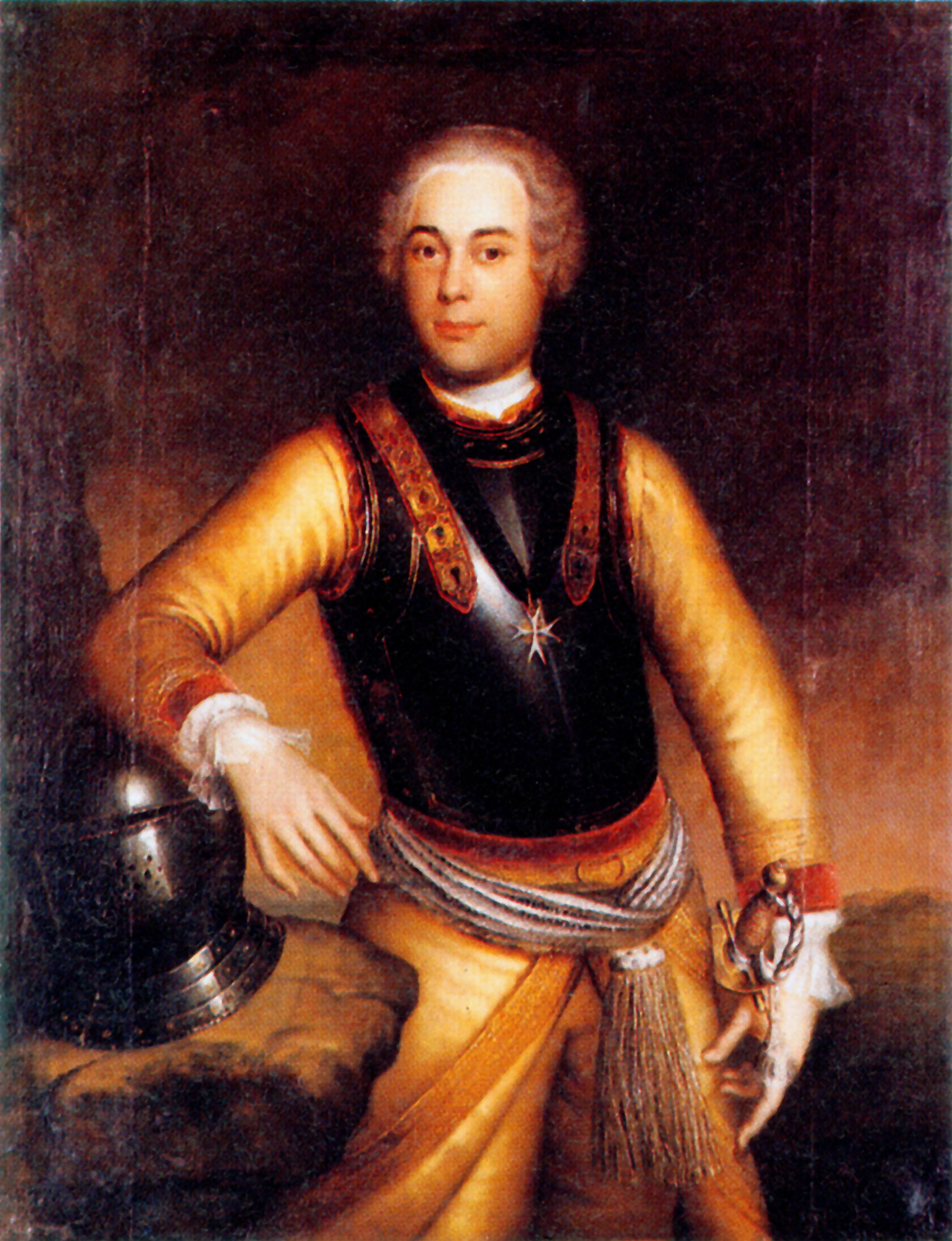
Hans Hermann von Katte (1704-1730)

Hans Katte, maréchal de la cour ducale de Saxe-Cobourg et seigneur de Wust, Scharlibbe et Kamern, est issu de la branche de Wust. Son fils Hans Heinrich von Katte (1681-1741) est issu de son mariage avec Auguste von Stammern (de). Il est l'un des représentants les plus importants de la famille et sert trois rois prussiens. Initialement adjudant général du roi de Prusse Frédéric Ier et chevalier de l'ordre de l'Aigle noir, il devient plus tard gouverneur de Colberg. Promu Generalleutnant sous Frédéric-Guillaume Ier en 1731 et General der Kavallerie cinq ans plus tard, il meurt en 1741 comme maréchal général royal prussien. Il est le père de l'ami d'enfance de Frédéric le Grand, le lieutenant Hans Hermann von Katte (1704-1730), décédé à l'âge de vingt-six ans le 5 novembre 1730 à Custrin. Lorsque Frédéric II monte sur le trône royal en 1740, il nomme son père Hans Heinrich maréchal et l'élève ainsi que ses descendants des deux sexes aux comtes prussiens. Il se marie une seconde fois avec Elisabeth von Bredow (morte en 1736), mais la lignée comtale s'éteint avec le décès de son dernier fils en 1748. Mais avant cette phase, la tradition d'appartenance à l'ancienne congrégation de l'Ordre de Saint-Jean a déjà commencé et est encore perçue aujourd'hui.
Heinrich Christoph von Katte, frère aîné du maréchal et chevalier d'honneur de l'ordre teutonique, devient président de chambre de Magdebourg et le 11 mars 1746 conseiller privé réel d'État et de la guerre, vice-président et ministre par intérim à la direction générale. Il meurt le 23 novembre 1760. Les trois frères Johann Friedrich, Bernd Christian et Carl Aemilius sont issus de son mariage avec Ursula Dorothea von Möllendorff. Johann Friedrich von Katte participe avec distinction aux batailles de Hohenfriedberg, Soor, Kesselsdorf, Prague, Kolin et Breslau pendant les guerres de Silésie, entre autres. Il est promu le 22 mai 1756 Generalleutnant et meurt le 29 mars 1764 dans la 50e année de service. De son mariage avec une comtesse Truchsess-Waldburg-Capustigall (de) sont nés un fils et une fille. Bernd Christian von Katte (mort en 1778), seigneur de Wust et Lütchen-Mangelsdorf, devient général de division royal prussien et chef du régiment de dragons qui porte son nom. Il est marié à une fille de la famille noble von Kröcher (de). Un fils de ce mariage lui a survécu. Carl Aemilius von Katte est mort en 1757 en tant que colonel royal prussien.
Plus tard, des membres de la famille se distinguent surtout comme officiers dans l'armée prussienne. Gottfried Friedrich Bodo von Katte meurt en 1833 en tant que colonel prussien, et Friedrich von Katte (de) (1770–1836) de la branche de Zollchow, un fidèle compagnon d'armes du duc Frédéric-Guillaume de Brunswick-Wolfenbüttel, est mort en 1836 en tant que lieutenant-colonel prussien sur son domaine Neuenklitsche près de Genthin. Gottfried von Katte (de) atteint le grade de lieutenant général prussien. Dans le dernier tiers du XIXe siècle, la lignée directe de Wust s'éteint avec les frères Wilhelm von Katte et Alfred von Katte, tous deux élèves à l'Académie de chevalerie de Brandebourg dans leur jeunesse. Cependant, le domaine reste aux mains de la famille.
Il existe une association familiale.

### Possessions

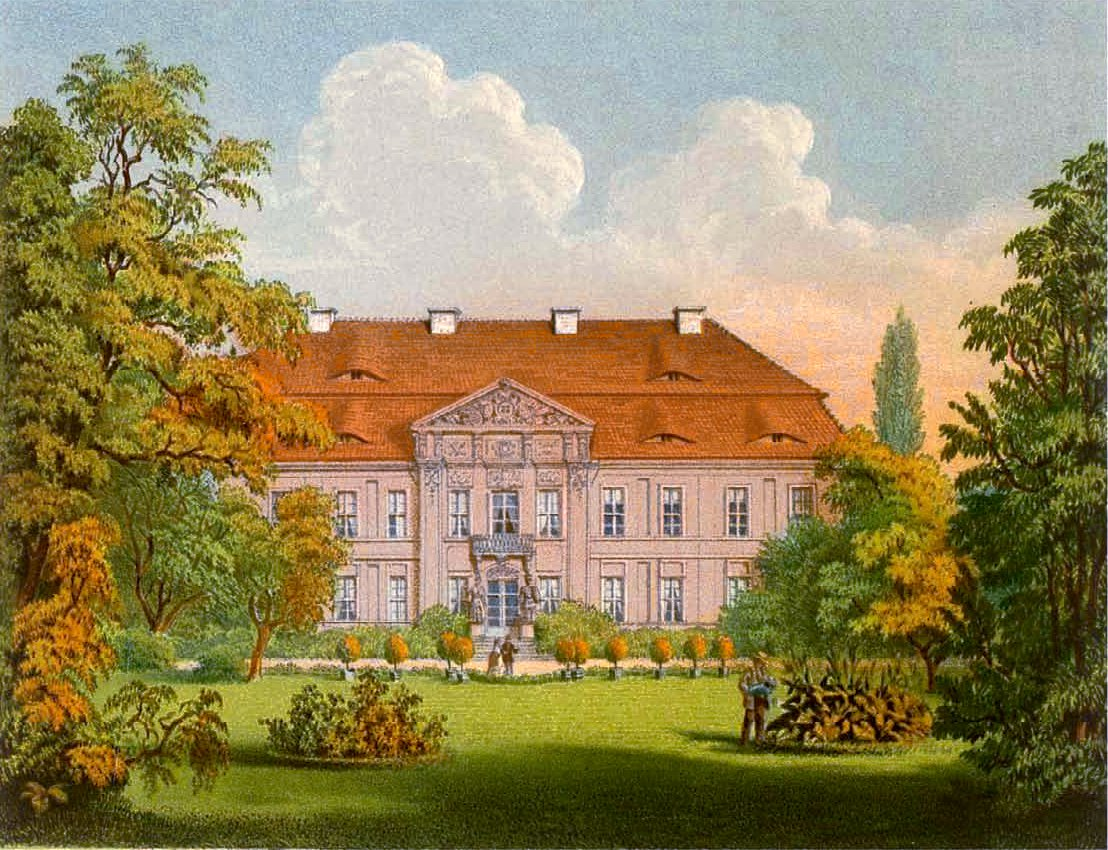

Très tôt, la famille s'installe dans la région de Magdebourg à Wust, Möttlitz, Gettin, Vieritz et Zollchow. Dans le Havelland, Roskow, avec le manoir de Roskow (de), est l'une des plus anciennes possessions de la famille. Le manoir baroque est construit par Christoph III. Construit entre 1723 et 1723 et reste propriété familiale jusqu'à son expropriation en 1945 dans le cadre de la réforme agraire en zone d'occupation soviétique. Le dernier propriétaire est Albert von Katte. En 2010, un parent de la famille l'achète et le rénove.
Au milieu du XIXe siècle, des membres de la famille possèdent encore treize domaines dans l'ancien arrondissement de Jerichow II (de) en province de Saxe et dans l'arrondissement d'Havelland-de-l'Ouest en province de Brandebourg. Les propriétaires de ces domaines sont Albert von Katte sur Roskow, Vieritz et Buckow, Bodo von Katte (de), major royal prussien, sur Altenklitsche avec Altbellin et sur Sydow, Rudolph von Katte sur Wilhemsthal, seigneur de Neuenklitsche et Mahlitz (de) et Otto von Katte, lieutenant prussien, sur Kamern et Scharlibbe. Le sénéchal royal hanovrien à Hildesheim Albrecht Ludwig von Katte est seigneur de Steckelsdorf. Hans Emil von Katte (1819-1889) est seigneur du fief de Wust et Alexander von Katte seigneur de Zollchow.
Le domaine d'Hohenkamern est racheté par la famille von Katte en 1991.

### Titre
Le maréchal royal prussien Hans Heinrich von Katte (1681-1741) est élevé le 6 août 1740 à Berlin au rang de comte prussien.

## Armes

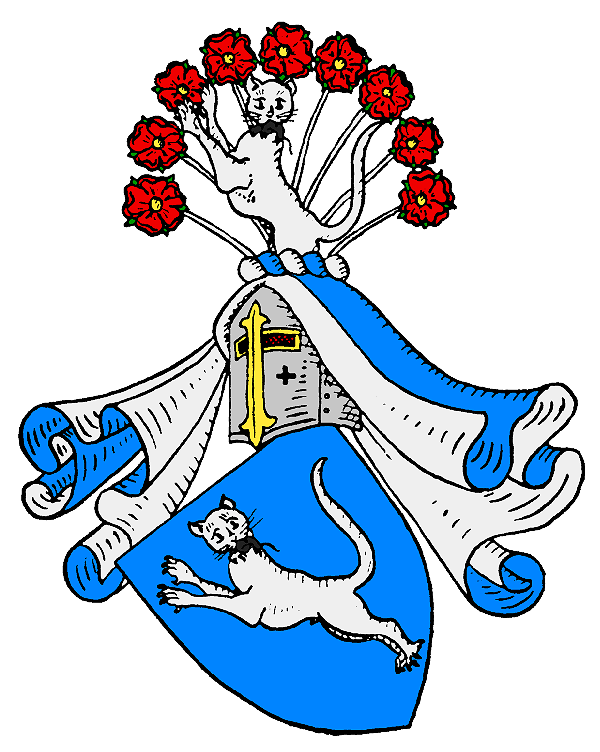
Armoiries de la famille von Katte

### Armoiries familiales
L'écu principal montre un chat argenté bondissant avec une souris noire dans sa bouche en bleu. Sur le casque avec un casque bleu et argent, le chat pousse à partir de neuf roses rouges à tige argentée disposées en forme d'éventail.
Les armes de la famille von Katte sont parlantes, puisque le chat est aussi appelé Katte en bas allemand .

### Armoiries comtales
Les armoiries comtales, décernées en 1740, comportent trois casques et sont divisées. Au-dessus en argent sur un coussin rouge une couronne d'or et un sceptre d'or, en dessous en bleu sur fond vert les armoiries de la famille. Sur le casque droit un crochet d'escalade rouge à trois échelons croisés (armoiries de la famille von Bredow) entre un vol noir ouvert, le casque du milieu comme le casque principal, sur la gauche un bras droit blindé noir, tenant un bâton de maréchal. Tous les casques ont des lambrequins bleus et argentés.

## Personnalités
- Hans von Katte (1633–1684), seigneur de Wust, Scharlibbe, Kamern et Mahlitz, administrateur d'arrondissement et capitaine de Jerichow, marié avec Eva Auguste von Katte, née von Stammern (1645–1684)
  - Christoph von Katte (1675-1743), seigneur héréditaire de Kamern et Scharlibbe mariés. avec Ursula Dorothea von Katte, née von Möllendorff (1678–1747)
    - Johann Friedrich von Katte (1698-1764), lieutenant général prussien et chef du 3e régiment de cuirassiers « von Katte »
      - Friedrich Heinrich von Katte (1740-1813), lieutenant général prussien

    - Heinrich Christoph von Katte (de) (1699-1760), ministre prussien de la Guerre
    - Bernhard Christian von Katte (de) (1700-1778), général de division prussien, chef du régiment de dragons "von Katte" et chevalier de l'ordre Pour le Mérite
    - Karl Aemilius von Katte (de) (1706–1757), général de division prussien et chef du 4e régiment de dragons
    - August von Katte (de) (1711-1779), major prussien et commandant de régiment

  - Hans Heinrich von Katte (1681–1741), maréchal prussien marié avec Dorothea Sophie von Katte, née von Wartensleben (1684–1707)
    - Hans Hermann von Katte (1704-1730), officier prussien
- Karl von Katte (de) (1750-1821), propriétaire du manoir et administrateur d'arrondissement prussien
- Friedrich von Katte (de) (1770-1836), officier prussien
- Gottfried von Katte (de) (1789-1866), lieutenant général prussien
- Bodo von Katte (de) (1799-1876), colonel prussien et député de la Chambre des représentants de Prusse
- Christoph von Katte (1855-1939), seigneur sur Hohenkammern
  - Otto von Katte (1913), seigneur sur Hohenkammern
    - Christoph von Katte (1950), chef de la police
- Albert von Katte (1887–1945), commissaire impliqué sur Roskow et Vieritz, avocat
- Martin von Katte (1896-1988), sur Zolchow, écrivain